# Magdala (Thuringe)
Pour les articles homonymes, voir Magdala.
Magdala est une commune allemande de l'arrondissement du Pays-de-Weimar, Land de Thuringe.

## Géographie
Magdala se situe sur la Magdel, dans un graben qui fait partie du plateau de l'Ilm-Saale.
La commune comprend les quartiers de Göttern, Maina et Ottstedt.
| Mellingen  | Lehnstedt   | Kleinschwabhausen Döbritschen |
| Mechelroda | Magdala     | Bucha                         |
|            | Blankenhain |                               |

Magdala se trouve sur la Bundesautobahn 4.

## Histoire
Magdala est mentionné pour la première fois en 874 sous le nom de Madaha.
Magdala est la scène d'une chasse aux sorcières en 1664.

## Jumelages
- Isleham (Royaume-Uni)
- Nesles (France)

## Personnalités liées à la commune
- Anton Sommer (1816-1888), poète
- Heinrich Friedrich Weber (1843-1912), physicien
- Bernd Herzog (né en 1938), footballeur

## Source de la traduction
- (de) Cet article est partiellement ou en totalité issu de l’article de Wikipédia en allemand intitulé « Magdala » (voir la liste des auteurs).